# Georg Dietrich Leyding
Georg Dietrich Leyding (ou Leiding) (Bücken, 23 février 1664 – Brunswick, 10 mai 1710) est un compositeur et organiste allemand, associé avec l'école allemande d'orgue.

## Biographie
Leyding naît à Bücken, près de Nienburg, d'un père, maître d'équitation à la garde française du roi. Dès qu'il montre ses premières capacités en  musique, il déménage à Brunswick (Braunschweig) à une centaine de kilomètres à l'Ouest, en 1679, où il étudie avec l'organiste Jacob Bölsche. En 1684, il étudie brièvement avec Johann Adam Reincken et Dieterich Buxtehude, à Hambourg et Lübeck. Il retourne à Brunswick la même année, où il succède après la mort de son maître Bölsche, en tant qu'organiste des églises de St Ulrich et St Blaise. Plus tard il est organiste de la Magnikirche. Vers la fin des années 1680, il prend des cours de composition du maître de chapelle de Wolfenbüttel, Johann Theile. Leyding meurt à Brunswick en 1710.

## Œuvres
Dans son Musicalisches Lexicon (1732), Johann Gottfried Walther écrit qu'il était « d'abord un compositeur de musique d'orgue », mais « parmi les nombreuses pièces pour clavier  existantes » que Leyding a écrites, seulement cinq sont connues aujourd'hui, toutes pour orgue. Trois sont des préludes : en si-bémol majeur, do majeur, et mi-bémol majeur, qui ont d'importantes parties de pédale ; une mise en musique du chorale : Wie schön leucht’ uns der Morgenstern (Comme elle resplendit, l'étoile du matin) ; et un ensemble de 6 variations sur le choral Von Gott will ich nicht lassen (Je ne vais pas me séparer de Dieu). 
Ces œuvres sont publiées dans une édition réalisée par Klaus Beckmann : Sämtliche Orgelwerke (Wiesbaden, Breitkopf & Härtel 1984).

## Discographie
- Leyding et Henrik Philip Johnsen, Intégrale des œuvres d'orgue - Håkan Wikman, orgues de Stockholm : orgue Martti Porthan, 1995 et orgue Schwan, 1790 ; restauré en 1990-1991 (mai 1997, Alba) (OCLC 51565953)
- Leyding et Bruhns, Intégrale des œuvres d'orgue - Friedhelm Flamme (2005, SACD CPO) (OCLC 230677814)
- Kneller, Geist, Leyding, Intégrale des œuvres d'orgue - Manuel Tomadin, orgue Bottega de Nostra Signora di Fatima[2], Pignerol (22-23 octobre 2012, Brilliant Classics) (OCLC 864810913)

## Sources
- (en) Horst Walter, « Leyding [Leiding], Georg Dietrich », dans L. Macy (éd.), The New Grove Dictionary of Music and Musicians, vol. 29, Londres, Macmillan, 2001, 2e éd., 25 000 p. (ISBN 9780195170672, lire en ligne)

### YouTube
- Præludium in C, Manuel Tomadin, orgue, Hlucy, Ostrava (République tchèque).
- Præludium en si bémol, Manuel Tomadin, orgue Schnitger d'Alkmaar.
- Choral «Von Gott will ich nicht lassen», Manuel Tomadin, orgue, Hlucy, Ostrava (République tchèque).